# Georges Couthon
Georges Couthon (22. prosince 1755 Orcet – 28. července 1794 Paříž) byl francouzský politik a právník během Velké francouzské revoluce.

## Život
Narodil se v Orcetu roku 1755 v rodině notáře. Šel v otcových stopách a sám se stal notářem. Měl zdravotní problémy a trpěl meningiditou, z tohoto důvodu mu ochrnuly nohy a roku 1792 byl připoután na invalidní vozíček. Roku 1790 po vypuknutí revoluce vstoupil do svobodných zednářů a nadchl se pro revoluci. Roku 1791 byl zvolen poslancem do Zákonodárného shromáždění. Brzy se stal nadšeným stoupencem montagnardů a jakobínů, připojil se do jejich řad a získal si zde velmi významné postavení. Hlasoval pro smrt krále bez možnosti odvolání k lidu a roku 1793 byl zvolen do Výboru pro veřejnou bezpečnost. Jeho moc rostla společně s růstem mocí nejradikálnějších jakobínů kolem Robespierra, kterých byl členem. V létě roku 1793 se podílel na pádu girondistů a byl vyslán do Lyonu potlačit místní povstání. Když se ke konci téhož roku vrátil do Paříže, byl zvolen předsedou Národního konventu. Následně hrál zásadní roli v zadržování a popravách hébertistů, zběsilých i dantonistů a ve velkém jakobínském teroru. Podílel se na zákonu z 22. prairialu a byl součástí vládnoucího triumvirátu s Robespierrem a Saint-Justem. S nimi byl ale v Thermidorském převratu svržen a 28. července v Paříži popraven.